# راترکر
راترکر. اورگ (به انگلیسی: Rutracker.org) (که تا سال ۲۰۱۰ به نشانی torrents.ru بود) بزرگترین بیت‌تورنت ترکرکشور روسیه است. تا تاریخ مارس ۲۰۲۲، ۱۳٫۷۴ میلیون کاربر ثبت شده داشت که ۲٫۱۴۱ میلیون تورنت (۱٫۹۷۵ میلیون از آنها فعال بودند) و حجم کل تورنت‌های این ردیاب، ۴٫۶۵۳ پتابایت بود.

## تاریخچه
- ۱۸ سپتامبر ۲۰۰۴ — ردیاب تورنت ایجاد شد
- ۵ ژوئیه ۲۰۰۸ - همه مطالب مستهجن به یک ردیاب تورنت جداگانه به نام Pornolab.net [ru]
- ۱۸ فوریه ۲۰۱۰ — نام دامنه از torrents.ru به rutracker.org تغییر یافت[۳][۴]
- ۹ نوامبر ۲۰۱۵ - ردیاب توسط دادگاه شهر مسکو ممنوع شد[۵]
- ۲۵ ژانویه ۲۰۱۶ - ارائه دهندگان اینترنت روسی وب سایت را همان‌طور که در دادگاه درخواست شده بود ممنوع کردند[۶]